# Brigitte Lecordier
Brigitte Lecordier (ur. 14 kwietnia 1956) – francuska aktorka specjalizująca się w dubbingu.
Najbardziej znana z głosu Kupidyna (fr. Cupido) oraz bałwanka Buli (fr. Bouli) w wersji oryginalnej, a także dubbingowania głosu w wersji francuskiej dla postaci małego Songa (Son Gokū) w anime z serii Dragon Ball (jej głos można było usłyszeć w polskiej wersji lektorskiej z francuskim dubbingiem emitowanej na RTL 7).

## Filmografia
- 1989: Babar zwycięzca (wersja francuska) jako Flore / Alexandre
- 1989: Bouli jako Bouli
- 1990: Sierotki jako Boya
- 1991: Kupidyn jako Kupidyn
- 1992: Noddy
- 1993: Karolina i jej przyjaciele jako Boum, Pitou
- 1993-1994: Opowieści taty bobra jako Benjamin
- Son Gokū w:
  - Dragon Ball
  - Dragon Ball Z
  - Dragon Ball GT
  - Dragon Ball Z Kai
- 2014: Asteriks i Obeliks: Osiedle bogów (różne głosy)